# لوسيان ماكسويل
لوسيان ماكسويل (بالإنجليزية: Lucien Maxwell)‏ هو مربي ماشية ورائد أعمال أمريكي، ولد في 14 سبتمبر 1818 في كاسكاسكيا في الولايات المتحدة، وتوفي في 25 يوليو 1875 في Fort Sumner ‏ في الولايات المتحدة.